# Echipa națională de fotbal feminin a Angliei
Echipa națională de fotbal feminin a Angliei (în engleză England women's national football team) reprezintă Anglia în competițiile fotbalistice internaționale. Echipa este condusă de The Football Association (FA) din 1993, fiind anterior administrată de Women's Football Association (WFA).
Anglia s-a calificat și participat la turneul final al Campionatului Mondial de Fotbal Feminin de șase ori, ajungând până în sferturi de finală în primele trei ocazii în 1995, 2007 și 2011, și terminând pe locul trei la ediția din 2015. În 2019, a ajuns de asemenea în semifinale, iar în 2023 a înregistrat cel mai bun rezultat de până acum la competiția mondială, jucând finala. În 2022, Anglia a câștigat Campionatul European.

## Recorduri jucătoare
Fara Williams deține recordul la numărul de apariții pentru națională, evoluând într-un număr de 172 de meciuri între 2001 și 2019. Ea i-a luat fața precedentei deținătoare a recordului, Rachel Yankey, în august 2014, într-un meci cu Suedia. Yankey, la rândul său, a bătut recordul lui Gillian Coultard de 119 meciuri la naționala feminină în septembrie 2012, și recordul lui Peter Shilton de 125 de meciuri pentru naționala masculină în iunie 2013.
Ellen White a marcat cele mai multe goluri pentru naționala feminină a Angliei, 52, pe durata unei cariere internaționale de peste 12 ani. 
| #  | Nume             | Meciuri | Goluri | Perioada  | Ref    |
| -- | ---------------- | ------- | ------ | --------- | ------ |
| 1  | Fara Williams    | 172     | 40     | 2001–2019 | [ 5 ]  |
| 2  | Jill Scott       | 161     | 27     | 2006–2022 | [ 6 ]  |
| 3  | Karen Carney     | 144     | 32     | 2005–2019 | [ 7 ]  |
| 4= | Lucy Bronze      | 140     | 20     | 2013–     |        |
| 4= | Alex Scott       | 140     | 12     | 2004–2017 | [ 8 ]  |
| 6  | Casey Stoney     | 130     | 6      | 2000–2018 | [ 9 ]  |
| 7  | Rachel Yankey    | 129     | 19     | 1997–2013 | [ 10 ] |
| 8  | Steph Houghton   | 121     | 13     | 2007–2021 |        |
| 9  | Gillian Coultard | 119     | 30     | 1981–2000 |        |
| 10 | Kelly Smith      | 117     | 46     | 1995–2014 |        |

| #  | Nume             | Meciuri | Goluri | Perioada  | Ref    |
| -- | ---------------- | ------- | ------ | --------- | ------ |
| 1  | Ellen White      | 113     | 52     | 2010–2022 | [ 11 ] |
| 2  | Kelly Smith      | 117     | 46     | 1995–2015 | [ 12 ] |
| 3  | Kerry Davis      | 90      | 43     | 1982–1998 | [ 13 ] |
| 4  | Karen Walker     | 86      | 41     | 1988–2003 | [ 14 ] |
| 5  | Fara Williams    | 172     | 40     | 2001–2019 | [ 5 ]  |
| 6  | Beth Mead        | 74      | 37     | 2018–     |        |
| 7= | Eniola Aluko     | 105     | 33     | 2004–2017 |        |
| 7= | Karen Carney     | 144     | 33     | 2005–2019 |        |
| 9  | Marieanne Spacey | 94      | 30     | 1984–2001 |        |